# Крапивенка (село)
Крапивенка (укр. Кропивенка) — село на Украине, находится в Хорошевском районе Житомирской области.
Население по переписи 2001 года составляет 140 человек. Почтовый индекс — 12122. Телефонный код — 4145. Занимает площадь 4,97 км².

## Адрес местного совета
12122, Житомирская область, Хорошевский р-н, с.Рыжаны